# Син-иддинам
Син-иддинам (DEN.ZU-i-din-nam, букв. «Син дал мне [сына]») — царь Ларсы, Шумера и Аккада, правил приблизительно в 1850 — 1843 годах до н. э.
Сын Нур-Адада.

## Царствование
Син-иддинам завершил восстановительные работы, начатые его отцом, после наводнения. В надписи этого царя говорится: «Ан и Энлиль поручили мне… „вырыть“ и „починить“ Тигр». Под словом «вырыть» в отношении Тигра, который в те времена тёк западнее, чем сейчас, могла подразумеваться попытка перенаправить реку в её прежнее русло. Датировочная формула второго года правления Син-иддинама подтверждает, что этот царь проводил такое мероприятие — год называется «Год, когда Тигр был вырыт».
Вёл успешные войны с Вавилоном, где в 4-й год своего правления (1847/1846 год до н. э.) разгромил армию вавилонского царя Суму-ла-Эля. Пытаясь распространить свою власть на более северные районы течения Тигра и долину реки Диялы, Син-иддинам на 5-м году правления захватил города Ибрат и Малгиум, а на 6-м — подверг разорению земли и поселения царства Эшнунны. С целью сделать оплотом в своих северных землях, он обнёс мощной оборонительной стеной Машкан-шапир, город, завоёванный в правление его отца Нур-Адада.
Син-иддинам также вновь овладел утерянным во время катастрофы Ниппуром.
Син-иддинам правил 7 лет и погиб, согласно хронике, от несчастного случая, когда с вершины городского храма Шамаша на него упала часть кирпичной кладки.

## Список датировочных формул Син-иддинама
|                            | |
| 1 год 1850 / 1849 до н. э. | Год, когда Син-иддинам [стал] царём mu den.zu-i-din-nam lugal |
| 2 год 1849 / 1848 до н. э. | Год, когда Тигр был расчищен mu id2-idigna ba-ba-al |
| 3 год 1848 / 1847 до н. э. | Год, когда основы [храма] Эбаббар были заложены mu suhusz e2-babbar-ra ba-du3 |
| 4 год 1847 / 1846 до н. э. | Год, когда армия Вавилона была поражена оружием mu ugnim tin-tirki gisztukul ba-an-sig3 |
| 5 год 1846 / 1845 до н. э. | a Год, когда армия Малгиума была поражена оружием RA 79, 167-168 mu ugnim ma-al-gu5-umki gisztukul ba-an-sig3 b Год, когда Ибрат главный город и Малгиум и ряд других были взяты mu ib-ra-atki uru murub4 / murguki uru didli ba-an-dab5 / ba-an-tuk c Год, когда [Син-иддинам] захватил Малгиум RA 72 32 x7 mu ma-al-gi4 isy-ba-at d Год, когда армия Малгиума была поражена оружием YBC 12224 mu eren2 ma-al-gi5 gisztukul ba-sig3 |
| 6 год 1845 / 1844 до н. э. | Год, когда поселения / земли Эшнунны были разрушены mu a2-dam / ma-da esz3-nun-naki ba-an-hul |
| 7 год 1844 / 1843 до н. э. | Год, когда великая стена города Машкан-шапир была построена mu bad3 gal masz-gan2-szabraki ba-du3 |